# Centronics
Centronics Data Computer Corporation was een Amerikaans fabrikant van printers. Het bedrijf was actief van 1971 tot 1987, waarna het werd overgenomen door GENICOM.

## Geschiedenis

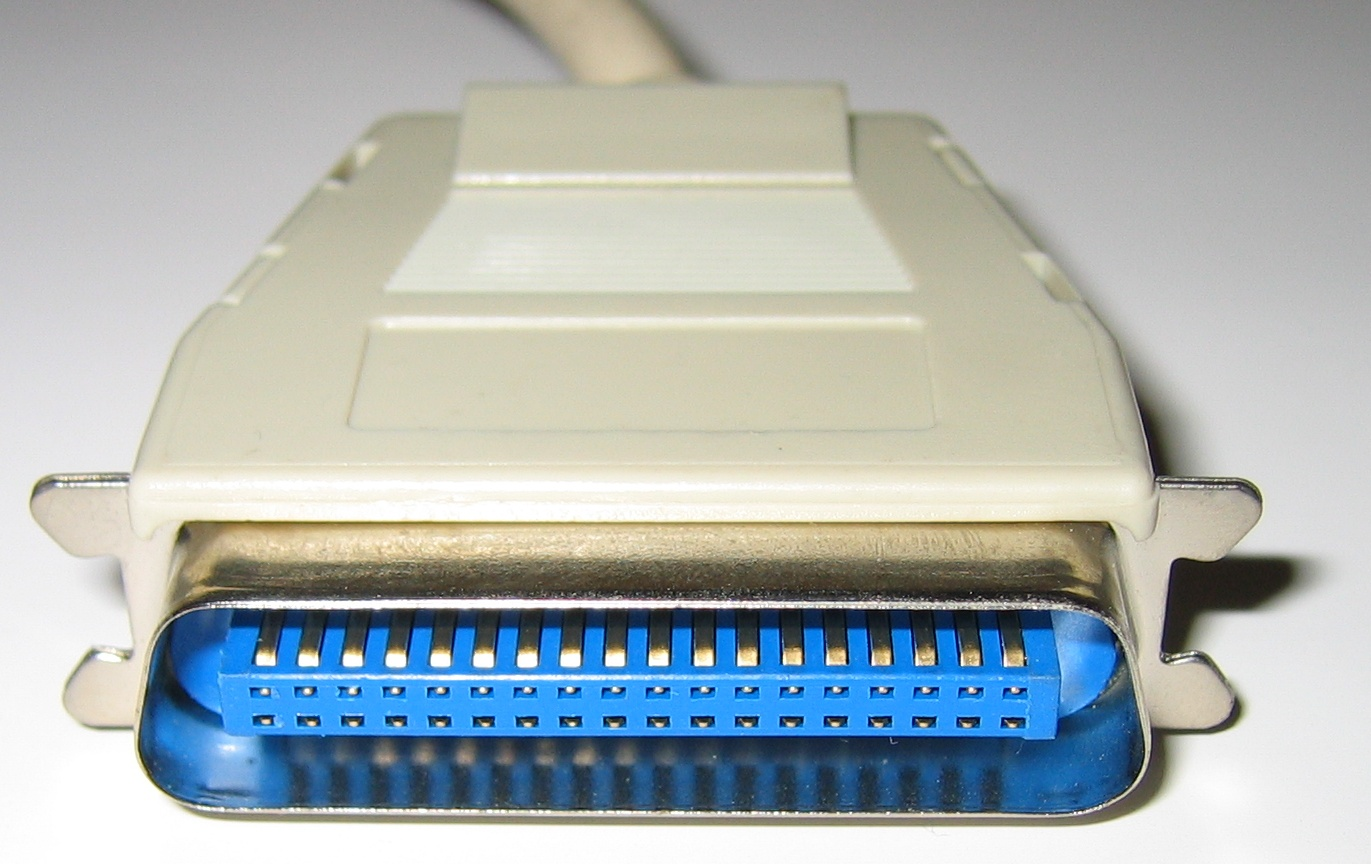
Een Centronics-stekker.

Centronics startte als een bedrijfsdivisie van Wang Laboratories en werd opgericht door Robert Howard en Samuel Lang. Het fabriceerde computerterminals en systemen voor casino's, maar ook printers voor het printen van kassabonnen en transacties.
In 1971 werd Centronics een zelfstandig opererend bedrijf onder leiding van Howard. Het bracht verschillende printers uit op de markt die commercieel succesvol bleken. Het bedrijf werd in 1987 verkocht aan GENICOM voor 87 miljoen Amerikaanse dollar.

## Nalatenschap
Het bedrijf ontwikkelde een aansluiting voor de parallelle poort. Deze parallelle poort was gebouwd om samen te werken met de printers van het merk Centronics, vandaar dat deze poort ook wel de Centronics-interface of Centronics-connector wordt genoemd.